# Eleocharis morroi
Eleocharis morroi är en halvgräsart som beskrevs av David Alan Simpson. Eleocharis morroi ingår i släktet småsäv, och familjen halvgräs. Inga underarter finns listade i Catalogue of Life.